# Cyeru (Burera)
Cyeru ist ein Sektor innerhalb des Distrikts Burera in der Nordprovinz von Ruanda.

## Geographie
Der Sektor hat eine Fläche von 23,2 km² und liegt auf einer Höhe von etwa 1980 m. Er setzt sich aus den drei Zellen Butare, Ndongozi und Ruyange zusammen. Der Sektor liegt im Westen am Burera-See und im Osten an den Rugezi-Sümpfen, die seit 12. Januar 2005 als Ramsar-Gebiet ausgewiesen sind. Der das Sumpfgebiet durchfließende Rugezi bildet die Grenze zum Nachbarsektor Butaro. Weitere Nachbarsektoren sind im Südosten Kivuye, im Süden Rwerere, im Südwesten Gitovu und im Nordwesten Kinyaba.

## Bevölkerung
Nach Stand der Volkszählung von 2022 liegt die Einwohnerzahl bei 14.719. Zehn Jahre zuvor waren es 12.783, was einem jährlichen Bevölkerungszuwachs von 1,4 Prozent zwischen 2012 und 2022 entspricht.

## Geschichte
In der Region im Distrikt Burera wurden insbesondere im Vergleich zum Süden und Westen des Landes während des Völkermordes in Ruanda 1994 weniger Tutsi ermordet. An einer Gedenkstätte im Sektor sind 97 der Opfer begraben. Einige dieser wurden vor der Initialzündung des Genozids im April 1994 getötet.

## Verkehr
Durch den Sektor Cyeru führt in Nord-Süd-Richtung die Stand 2022 nicht asphaltierte Nationalstraße 20.